# Sztranyiczki Gábor
Sztranyiczki Gábor (Szamosújvár, 1930. augusztus 10. – Kolozsvár, 2018.  november 7.) erdélyi magyar filozófus, filozófiai szakíró, Sztranyiczki Mihály testvére, Sztranyiczki Katalin férje.

## Életútja, munkássága
Középiskoláit a szamosújvári főgimnáziumban kezdte, ahol 1944 októberének végén háborús baleset következtében elvesztette szeme világát. 1948-ig ugyanitt folytatta tanulmányait, majd 1950-ben a kolozsvári magyar nyelvű Kereskedelmi és Közigazgatási Fiúlíceumban érettségizett. A Bolyai Tudományegyetemen szerzett filozófia szakos érdemdiplomát (1954).
Pályáját a Bolyai Tudományegyetemen gyakornokként kezdte (1954–59), majd a BBTE-n volt tanársegéd, tudományos kutató (1960–77), adjunktus (1978–90, amikor is nyugdíjba vonult). 1970-ben Adalékok a társadalmi fejlődés hajtóerői fogalmának kritikai elemzéséhez című dolgozatával elnyerte a filozófiai tudományok doktora címet.
Rendszeresen publikált a Korunkban, Igaz Szóban, Utunkban, A Hétben, valamint különböző román nyelvű kiadványokban, folyóiratokban.
Nyugdíjba vonulása után egyfajta öndekonstrukcióra szánta rá magát. Újabb, egyelőre kéziratban lévő munkái: Ész és idő. Az emberi jelen kérdőjelei (1997, ebből egy tudományos közleményt, A filozófiai ráció korunkban címmel a Magyar Filozófiai Szemle közölt. 1994/4); Jelzés értékű változások Mócs község etnikai térszerkezetében a XX. század második felében (Kolozsvár, 2002).

## Kötetei
- Gondolatok az emberi célról (Bukarest, 1974);
- Determinizmus és emberi lét (Bukarest, 1979);
- Nicolae Titulescu: A béke dinamikája (bevezető tanulmány és szövegválogatás, Bukarest, 1982)
- Bolyongásaim egy felemás világban. Filozófiai esszé; Polis, Kolozsvár, 2013
- Párbeszéd másmagammal. Filozófiai tetemrehívás; Polis, Kolozsvár, 2015

Társszerzője A kommunista párt politikájának ideológiai alapjai (Gáll Jánossal, Bukarest, 1979), a Politikai rendszerünk, a forradalmi munkásdemokrácia (Gáll Jánossal, Dacia, Kolozsvár-Napoca, 1987), és a Kritikai vázlat a jelenkori polgári politikai doktrínákról (Gáll Jánossal, Kallós Miklós előszavával, Bukarest, 1988) című köteteknek.